# Saint-Julien-le-Roux
Pour les articles homonymes, voir Saint-Julien et Roux.
Saint-Julien-le-Roux est une commune française, située dans le département de l'Ardèche en région Auvergne-Rhône-Alpes.

## Géographie

### Situation et description
Saint-Julien-le-Roux est un petit village à l'aspect essentiellement rural mais rattaché à la communauté d'agglomération Privas Centre Ardèche du fait de sa proximité avec la préfecture de l'Ardèche.

### Géologie et relief
La commune est bordée au sud par le Serre de la Mure, accessible par le Col de Serre-Mure.

### Climat
Pour des articles plus généraux, voir Climat d'Auvergne-Rhône-Alpes et Climat de l'Ardèche.
En 2010, le climat de la commune est de type climat des marges montargnardes, selon une étude du CNRS s'appuyant sur une série de données couvrant la période 1971-2000. En 2020, Météo-France publie une typologie des climats de la France métropolitaine dans laquelle la commune est dans une zone de transition entre le climat de montagne et le climat méditerranéen et est dans la région climatique Moyenne vallée du Rhône, caractérisée par un bon ensoleillement en été (fraction d’insolation > 60 %), une forte amplitude thermique annuelle (4 à 20 °C), un air sec en toutes saisons, orageux en été, des vents forts (mistral), une pluviométrie élevée en automne (250 à 300 mm).
Pour la période 1971-2000, la température annuelle moyenne est de 10,2 °C, avec une amplitude thermique annuelle de 16,9 °C. Le cumul annuel moyen de précipitations est de 912 mm, avec 7,6 jours de précipitations en janvier et 5,3 jours en juillet. Pour la période 1991-2020, la température moyenne annuelle observée sur la station météorologique de Météo-France la plus proche, « Vernoux », sur la commune de Vernoux-en-Vivarais à 4 km à vol d'oiseau, est de 11,2 °C et le cumul annuel moyen de précipitations est de 1 203,6 mm,. Pour l'avenir, les paramètres climatiques de la commune estimés pour 2050 selon différents scénarios d'émission de gaz à effet de serre sont consultables sur un site dédié publié par Météo-France en novembre 2022.

## Urbanisme

### Typologie
Au 1er janvier 2024, Saint-Julien-le-Roux est catégorisée commune rurale à habitat très dispersé, selon la nouvelle grille communale de densité à 7 niveaux définie par l'Insee en 2022.
Elle est située hors unité urbaine et hors attraction des villes,.

### Occupation des sols
L'occupation des sols de la commune, telle qu'elle ressort de la base de données européenne d’occupation biophysique des sols Corine Land Cover (CLC), est marquée par l'importance des forêts et milieux semi-naturels (62,8 % en 2018), une proportion sensiblement équivalente à celle de 1990 (63,1 %). La répartition détaillée en 2018 est la suivante : 
forêts (61,8 %), zones agricoles hétérogènes (37,2 %), milieux à végétation arbustive et/ou herbacée (0,9 %).
L'évolution de l’occupation des sols de la commune et de ses infrastructures peut être observée sur les différentes représentations cartographiques du territoire : la carte de Cassini (XVIIIe siècle), la carte d'état-major (1820-1866) et les cartes ou photos aériennes de l'IGN pour la période actuelle (1950 à aujourd'hui).

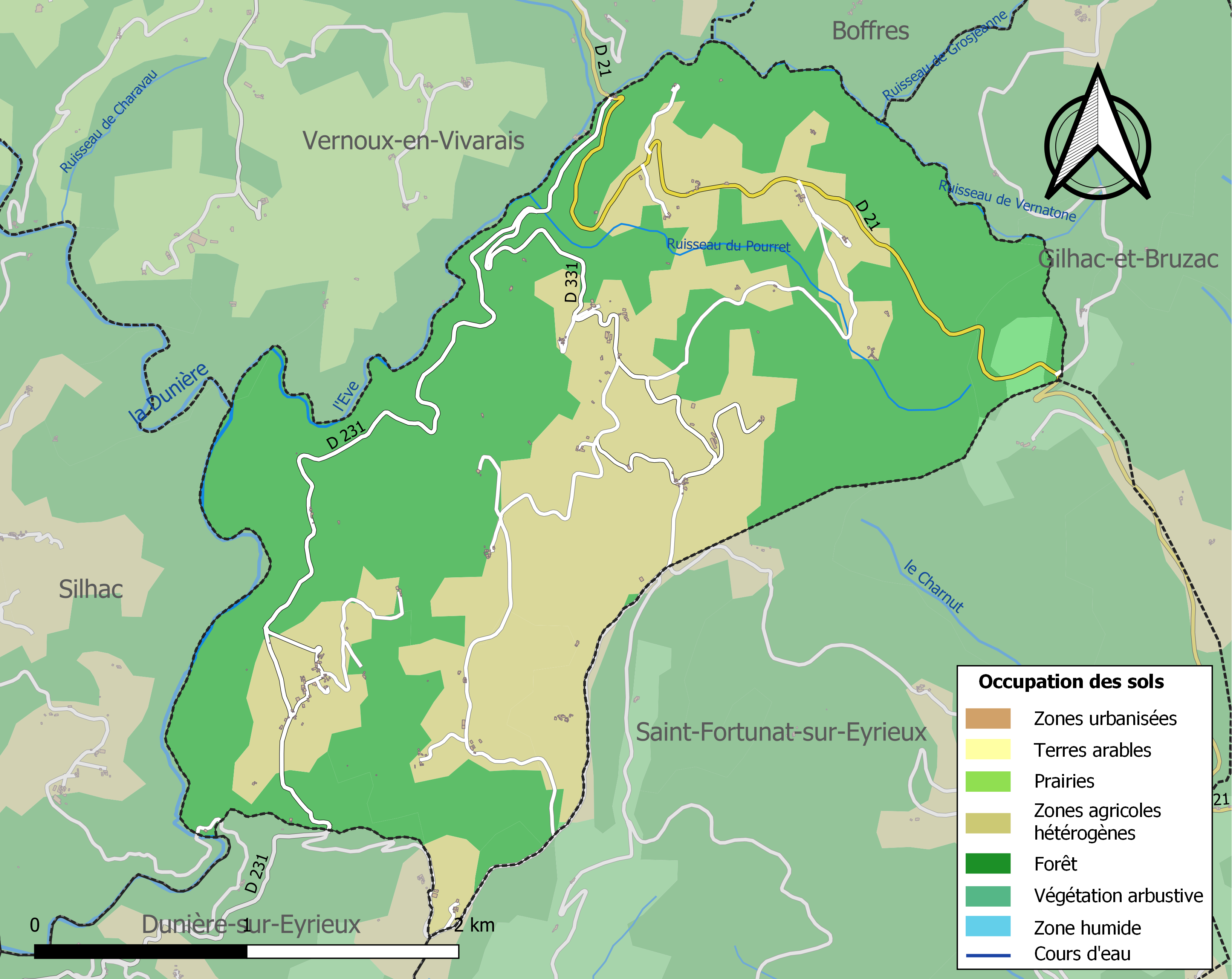
Carte des infrastructures et de l'occupation des sols de la commune en 2018 (CLC).

### Risques naturels

#### Risques sismiques
La totalité du territoire de la commune de Saint-Julien-le-Roux est situé en zone de sismicité no 3 (sur une échelle de 1 à 5), comme la plupart des communes situées à proximité de la vallée du Rhône, mais en bordure de la limite orientale de la zone no 2 qui correspond au plateau ardéchois.
| Type de zone | Niveau            | Définitions (bâtiment à risque normal) |
| ------------ | ----------------- | -------------------------------------- |
| Zone 3       | Sismicité modérée | accélération = 1,1 m/s2                |

## Toponymie
- Évolution du nom :

1275 : Saint-Julien-le-Rol verse les "décimes" (impôts)
En occitan, "rotissar" signifie "défricher". Aux XIe/XIIe siècles, le nom de Julien de Brioude, soldat romain chrétien décapité vers 304, est souvent donné comme saint patron de l'essartage.
1583 : Saint-Julien-le-Rol 
est mentionné dans l'enquête sur les paroisses du diocèse de Viviers
1790 : Saint-Julien-le-Rout,
puis pendant quelques mois : Le Rout
1793 : Saint-Julien-le-Roux, 
le nom actuel

## Histoire
- Évolution des limites géographiques de la commune

En 1824, la portion de territoire située à l'est de la route de La Croix de-Julien à Bonneton (hameaux de la Mure,la Vignasse, le Serre, Colombes, Suc...) est annexée à la commune de Saint-Fortunat malgré les protestations du conseil municipal qui évoque :
- les compoix de 1643 pour Saint-Julien-le-Roux et 1600 pour Saint-Fortunat ;
- l'acquittement non interrompu des impôts royaux - capitation et contributions personnelles et mobilières ;
- le dénivelé abrupt (de 585 m à Suc à 150 m dans la vallée de l'Eyrieux), les mauvais sentiers, les ravins, les ruisseaux qui rendent difficiles les communications lors des déclarations de naissances, mariages, décès, et de même pour les inhumations.

## Politique et administration

### Liste des maires
| Période                                  | Période                   | Identité                 | Étiquette | Qualité            |
| ---------------------------------------- | ------------------------- | ------------------------ | --------- | ------------------ |
| Les données manquantes sont à compléter. |                           |                          |           |                    |
| avant 1988                               | ?                         | Maurice Vivat            |           |                    |
| mars 2001                                | 2020                      | Michel Moulin            | DVD       | Retraité           |
| 2020                                     | En cours (au 6 août 2020) | Roselyne Peyrouze Vetter | DVG       | Travaille en EHPAD |

## Population et société

### Démographie
L'évolution du nombre d'habitants est connue à travers les recensements de la population effectués dans la commune depuis 1793. Pour les communes de moins de 10 000 habitants, une enquête de recensement portant sur toute la population est réalisée tous les cinq ans, les populations de référence des années intermédiaires étant quant à elles estimées par interpolation ou extrapolation. Pour la commune, le premier recensement exhaustif entrant dans le cadre du nouveau dispositif a été réalisé en 2006.

En 2022, la commune comptait 125 habitants, en évolution de +16,82 % par rapport à 2016 (Ardèche : +2,48 %, France hors Mayotte : +2,11 %).
| 1793 | 1800 | 1806 | 1821 | 1831 | 1836 | 1841 | 1846 | 1851 |
| ---- | ---- | ---- | ---- | ---- | ---- | ---- | ---- | ---- |
| 483  | 335  | 490  | 520  | 437  | 410  | 400  | 407  | 412  |

| 1856 | 1861 | 1866 | 1872 | 1876 | 1881 | 1886 | 1891 | 1896 |
| ---- | ---- | ---- | ---- | ---- | ---- | ---- | ---- | ---- |
| 427  | 425  | 440  | 405  | 430  | 422  | 400  | 414  | 413  |

| 1901 | 1906 | 1911 | 1921 | 1926 | 1931 | 1936 | 1946 | 1954 |
| ---- | ---- | ---- | ---- | ---- | ---- | ---- | ---- | ---- |
| 373  | 383  | 351  | 311  | 283  | 274  | 273  | 237  | 194  |

| 1962 | 1968 | 1975 | 1982 | 1990 | 1999 | 2006 | 2011 | 2016 |
| ---- | ---- | ---- | ---- | ---- | ---- | ---- | ---- | ---- |
| 165  | 149  | 132  | 111  | 109  | 91   | 87   | 94   | 107  |

| 2021 | 2022 | - | - | - | - | - | - | - |
| ---- | ---- | - | - | - | - | - | - | - |
| 121  | 125  | - | - | - | - | - | - | - |

### Enseignement
La commune est rattachée à l'académie de Grenoble.

### Médias
La commune est située dans la zone de distribution de deux organes de la presse écrite :
- L'Hebdo de l'Ardèche

Il s'agit d'un journal hebdomadaire français basé à Valence et diffusé à Privas depuis 1999. Il couvre l'actualité de tout le département de l'Ardèche.
- Le Dauphiné libéré

Il s'agit d'un journal quotidien de la presse écrite française régionale distribué dans la plupart des départements de l'ancienne région Rhône-Alpes, notamment l'Ardèche. La commune est située dans la zone d'édition de Privas.

### Cultes
La communauté catholique et l'église de Saint-Julien-le-Roux (propriété de la commune) dépendent de la paroisse Saint Basile entre Doux et Dunière qui comprend plusieurs autres communes. Cette paroisse est elle-même rattachée au diocèse de Viviers.

## Économie
La commune est avant tout agricole. On y retrouve des activités d'élevage extensif, ainsi que des chataigneraies, culture traditionnelle de l'Ardèche. Il n'y a aucune activité industrielle. La plupart des actifs sont agriculteurs, ou bien travaillent dans les communes avoisinantes, notamment Vernoux-en-Vivarais.

## Culture et patrimoine

### Lieux et monuments

#### L'églisede SaintJulien
Le chœur est orienté approximativement dans la direction de Jérusalem, mais aussi (suivant la tradition du XIe siècle), dans l'axe du soleil levant à l'équinoxe, "symbole de la lumière qui se lève sur le monde, grâce au message du Christ". Détruite par un incendie en février 1704, et reconstruite avec un clocher carré, elle comporte une large nef plein cintre avec un seul doubleau, à l'entrée de la vaste abside en cul de four. Seul le doubleau et ses deux pilastres de support à tailloirs sont en granit de bel appareil.

#### La mairie
La mairie du village est située au lieu-dit La Peyratte. Elle comporte une vaste cour où sont organisés chaque année des événements festifs. Ce lieu se veut ouvert au public depuis 2020, et une boîte aux livres a été installée pour permettre aux habitants d'échanger livres et CD. Elle fonctionne en libre service. Le bâtiment de la mairie n'accueille en réalité la mairie qu'au rez-de-chaussée. L'étage est un logement social. Depuis 2021, une aire de jeux et de pique-nique a été créée à proximité immédiate de la mairie.

### Héraldique
|  | Saint-Julien-le-Roux possède des armoiries dont l'origine et le blasonnement exact ne sont pas disponibles. |